# Botánica aplicada
La botánica aplicada estudia las plantas y otros organismos vegetales tales como los líquenes, hongos y algas, su forma de interactuar en los ecosistemas para mantener el equilibrio y su utilidad o aplicación, según la finalidad que se persiga: 
- botánica agrícola
- botánica económica
- botánica forestal
- botánica farmacéutica
- botánica fitopatológica, etc.

La botánica aplicada es una de las tres ramas de la botánica.
Asimismo, estudia el mantenimiento, reproducción y plagas de los vegetales en sus hábitat.
- Datos: Q5732770